# Fabio Capello
Fabio Capello (San Canzian d'Isonzo, 18 de junho de 1946) é um ex-treinador e ex-futebolista italiano que atuava como volante. Atualmente trabalha como comentarista na Sky Sports.

## Carreira como jogador
Revelado pelo SPAL, passou pela Roma entre 1967 e 1969, mas viveu seu auge na Juventus, com mais de 200 partidas pela Velha Senhora. Entre 1976 e 1980 atuou pelo Milan, onde conquistou um título da Copa da Itália.
Já pela Seleção Italiana, foi um dos 22 convocados pelo técnico Ferruccio Valcareggi para a Copa do Mundo FIFA de 1974.

## Carreira como treinador
Treinou apenas cinco clubes em sua carreira: Milan, Real Madrid, Roma, Juventus e Jiangsu Suning.

### Milan
Foi treinador do Milan entre 1991 e 1996, conquistando quatro Campeonatos Italianos, três Copas da Itália e chegando a três finais consecutivas da Liga dos Campeões da UEFA. Esteve na final do Mundial Interclubes de 1993, quando a equipe milanesa perdeu o título para o São Paulo de Telê Santana.

### Real Madrid
Em julho de 1996 foi anunciado pela equipe do Real Madrid, conquistando a La Liga na temporada de 1996–97, após assumir o time em sexto lugar na tabela. Retornou a Milão para novamente treinar o Milan na temporada seguinte, terminando o Campeonato Italiano na modesta décima posição.

### Roma e Juventus
Entre 1999 e 2004 foi treinador da Roma, conquistando a Serie A e a Supercopa da Itália de 2001. Após esse período na capital italiana, assumiu a Juventus nas duas temporadas seguintes, onde conquistou a Serie A nas temporadas de 2004–05 e 2005–06, títulos que posteriormente foram anulados pela justiça italiana no escândalo do Calciopoli.

### Retorno ao Real Madrid
Acertou seu retorno ao Real Madrid em 2006, sendo anunciado no dia 5 de julho.
Após um início conturbado no clube merengue, onde chegou a ser contestado por não utilizar estrelas como Ronaldo e David Beckham, Capello liderou a equipe merengue na conquista da La Liga. No entanto, mesmo com o título do Campeonato Espanhol, o treinador foi demitido do cargo no dia 28 de junho de 2007. Pesaram na decisão as eliminações do Real na Liga dos Campeões da UEFA e na Copa do Rei.

### Seleção Inglesa
Ainda em 2007, foi anunciado como novo técnico da Inglaterra em dezembro.

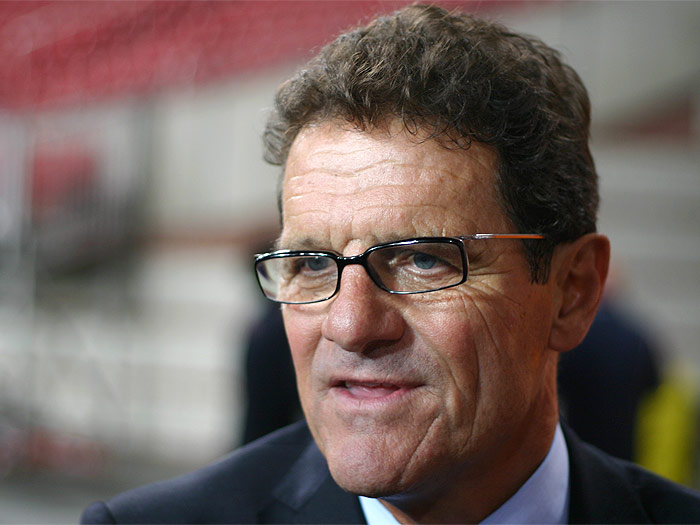
Capello em 2009

No dia 15 de outubro de 2010, em Milão, durante a apresentação de um livro de memórias escrito por um amigo jornalista, Capello anunciou sua renovação com a Football Association (FA), permanecendo no comando da Inglaterra até a Euro 2012.
Após o zagueiro John Terry envolver-se em um episódio de racismo e ter sua braçadeira de capitão da Seleção retirada, Capello pediu demissão no dia 8 de fevereiro de 2012. O treinador não concordou com o ato, fato que desagradou a direção da FA.

### Seleção Russa
Em julho de 2012 acertou com a Rússia, assinando por cinco anos e tornando-se um dos treinadores mais bem remunerados. Após maus resultados, foi demitido em julho de 2015.

### Jiangsu Suning e aposentadoria
No ano de 2017 foi anunciado pelo Jiangsu Suning, da China. Deixou o clube em março de 2018, alegando motivos pessoais. Em abril anunciou sua aposentadoria.

## Títulos como jogador
Roma
- Copa da Itália: 1968–69

Juventus
- Serie A: 1971–72, 1972–73 e 1974–75

Milan
- Copa da Itália: 1976–77
- Serie A: 1978–79

## Títulos como treinador
Milan
- Serie A: 1991–92, 1992–93, 1993–94 e 1995–96
- Supercopa da Itália: 1992, 1993 e 1994
- Liga dos Campeões da UEFA: 1993–94
- Supercopa Europeia: 1994
- Troféu Luigi Berlusconi: 1997

Real Madrid
- La Liga: 1996–97 e 2006–07

Roma
- Serie A: 2000–01
- Supercopa da Itália: 2001

Juventus
- Serie A: 2004–05 e 2005–06 (revogados)[nota 1]

### Prêmios individuais
- Panchina d'Oro: 1991–92, 1993–94, 1997, 2000–01[14]
- Treinador do Ano da Serie A: 2005[15]
- Marca Leyenda: 2011[16]
- Gran Galà del Calcio: 2011[17]
- 20º Maior Treinador de Todos os Tempos da ESPN: 2013[18]
- 21º Maior Treinador de Todos os Tempos da France Football: 2019[19][20][21]
- 24º Maior Treinador de Todos os Tempos da World Soccer: 2013[22][23]